# 文化庁保管文化財一覧
文化庁保管文化財一覧（ぶんかちょうほかんぶんかざいいちらん）は、日本国の文化財保護法に基づき国宝または重要文化財に指定されている有形文化財のうち、同国の文化庁が保管するものの一覧である。

## 概説
日本国（以下「国」という）の文化庁が保管する重要文化財（国宝を含む。以下同）には、購入によって国の所有となったものと、新たに発掘された埋蔵文化財のうち、その重要性にかんがみ、国が保有することとなったものがある。

### 国が購入した文化財
国に対し、文化財の売渡しの申出があった場合、文化庁では「国宝・重要文化財等買取基準」（昭和49年12月11日文化庁長官裁定）に基づき、購入候補物件を選出。「国宝・重要文化財等買取要領」（昭和46年4月1日文化庁長官裁定）に基づき、5人以上の学識経験者からなる「買取協議員」を委嘱して購入の是非についての意見を聞き、また、5人以上の「評価員」を委嘱して、その文化財の評価（価格）を決める。既指定の重要文化財を購入する場合もあり、未指定の文化財が、国の購入後に重要文化財に指定される場合もある。
このような、有形文化財の国による購入は、文化財保護法が施行された1950年以降継続して行われてきた。国が購入した有形文化財は、当面は文化庁（1968年6月までは前身の文化財保護委員会）が保管し、後に東京・京都・奈良の国立博物館、東京・京都の国立近代美術館、千葉県の国立歴史民俗博物館等へ適宜移管され、公開・活用されてきた。このように、文化庁保管の文化財を国の機関である博物館、美術館等へ移管することを行政用語で「管理換」（かんりがえ）と呼ぶ。2001年にはそれまで国の機関であった国立博物館・国立近代美術館が独立行政法人の施設となり、2004年には国立歴史民俗博物館が大学共同利用機関法人の機関となった。こうした制度変更に伴い、文化庁保管の文化財が新たに「管理換」されることはなくなった。その後、文化庁保管の文化財は、国立博物館・国立美術館に貸与して適宜公開するとともに、平成15年（2003年）以降は毎年1回、各地の博物館・美術館で開催している「文化庁購入文化財展 新たな国民のたから」でまとめて公開されている。

### 国が保有した埋蔵文化財
日本各地から多量に発掘される埋蔵文化財のうち、国の機関又は独立行政法人国立文化財機構が発掘したものであって、その所有者が判明しないものの所有権は国庫に帰属することとされている（文化財保護法第104条）。ただし、こうした埋蔵文化財の大部分は発掘地の地元の地方公共団体に譲与されており、当該埋蔵文化財の重要性にかんがみて「国が保有すべき」と判断されたもののみが国の保有とされている。こうして国が保有することとなった埋蔵文化財は、書類上の所有者は「国（文化庁保管）」となっているが、実際は、出土地の自治体に所在する博物館等に半永久的に貸与され、公開されている。

## 文化庁購入文化財
文化庁による購入後に重要文化財に指定されたものについては、指定年度を注記。

### 国宝
- 太刀 銘久国
- 太刀 銘正恒
- 太刀 銘正恒
- 刀 金象嵌銘正宗本阿（花押）本多中務所持（名物中務正宗）
- 短刀 無銘貞宗（名物寺沢貞宗）
- 金剛場陀羅尼経 飛鳥時代
- 花厳経音義 巻上下 奈良時代
- 世説新書 巻第六残巻
- 宋高宗書徽宗文書序 南宋時代

### 重要文化財

#### 絵画
- 智光曼荼羅図 絹本著色 鎌倉時代 2018年指定
- 熊野曼荼羅図 絹本著色 鎌倉時代 2018年指定
- 孔雀明王像 絹本著色 平安時代 2006年指定
- 仏涅槃図 絹本著色 鎌倉時代 和歌山・長保寺旧蔵
- 五部心観（智証大師本）紙本墨画 建久五年禅覚書写奥書
- 胎蔵旧図様（智証大師本）紙本墨画 建久四年禅覚書写奥書
- 病草紙断簡（背骨の曲がった男） 紙本著色 鎌倉時代 2015年指定
- 駿牛図断簡 紙本著色 鎌倉時代 2005年指定
- 西行物語絵巻 紙本著色 鎌倉時代
- 歓喜天霊験記 紙本著色2巻 鎌倉時代
- 藤原元真像（佐竹本三十六歌仙切） 紙本著色
- 坂上是則像（佐竹本三十六歌仙切） 紙本著色
- 源宗于像（上畳本三十六歌仙切） 紙本著色
- 山水図 紙本墨画淡彩 1巻 藝愛 室町時代 2009年指定
- 浜松図 紙本著色 六曲一双 室町時代
- 哦松図 紙本墨画淡彩 文明四年瑞谿周鳳賛 室町時代 2010年指定
- 白衣観音図 絹本墨画淡彩 応仁二年能阿弥 室町時代
- 叭々鳥図 紙本墨画 雪村[1]
- 布袋図 紙本淡彩 狩野正信 周麟賛 室町時代[2]
- 名所風俗図 紙本著色 六曲一双 桃山時代
- 犬追物図 紙本金地著色 六曲一双 桃山時代
- 野郎歌舞伎婦女遊楽図 紙本著色 六曲一双 江戸時代
- 宮島八景図 絹本淡彩 1帖 長沢芦雪
- 前後赤壁図 紙本淡彩 六曲一双 池大雅 寛延二年
- 新緑杜鵑図 絹本著色 与謝蕪村
- 八橋図 紙本著色 尾形乾山
- 群仙図 紙本著色 六曲一双 曾我蕭白 2005年指定
- 西行法師行状絵詞 6巻 紙本著色 画俵屋宗達 詞烏丸光広
- 梓弓図 紙本著色 岩佐勝以 2008年指定
- 与謝蕪村関係資料 一括（明細は後出）
- 洞庭秋月図 紙本墨画 玉澗筆自賛 南宋時代

#### 彫刻
- 木造釈迦如来立像（清凉寺式）
- 銅造薬師如来坐像 奈良・興福寺伝来
- 木造阿弥陀如来坐像 久安三年（1147年）銘
- 木造聖観音立像 奈良・瑞景寺旧蔵
- 木造聖観音立像 奈良・伝香寺旧蔵
- 木造准胝観音立像（指定名称は木造千手観音立像）奈良・新薬師寺旧蔵
- 木造文殊菩薩騎獅像 奈良・額安寺旧蔵
- 木造文殊菩薩騎獅像・普賢菩薩騎象像 奈良・圓證寺旧蔵
- 木心乾漆虚空蔵菩薩半跏像 奈良・額安寺旧蔵
- 木造四天王立像 滋賀・冷泉寺旧蔵
- 木造四天王立像 大阪・個人旧蔵
- 木造天王立像 京都・大宮神社伝来 2012年指定
- 厨子入木造大黒天立像 貞和三年（1347年）快兼作
- 木造不動明王坐像[3]
- 木造不動明王立像 福井・大谷寺旧蔵
- 木造倭迹々日百襲姫命坐像 香川・水主神社旧蔵[4]
- 木造泰澄及二行者坐像 明応二年（1493年）銘 福井・大谷寺旧蔵
- 木造雲中供養菩薩像 2018年指定
- 木造伎楽面 1面 2014年指定
- 乾漆伎楽面 1面 2015年指定

#### 工芸品
- 草花孔雀文磬
- 孔雀文磬 建保元年（1213年）銘
- 梵鐘 貞元二年（977年）銘
- 松竹双雀芦手鏡
- 銅鏡（秋草松喰鶴文）
- 芦屋浜松図真形釜　鎌倉時代
- 桜螺鈿鞍
- 蓮池蒔絵経箱 平安時代　2000年指定
- 朱漆輪花天目盆 享徳四年[1]
- 漆塗菜桶 徳治二年銘 2019年指定[5]
- 珠洲草樹文壺 鎌倉時代
- 巴文大壺 珠洲 平安時代 2014年指定
- 檜垣文壺 信楽 2013年指定
- 古丹波秋草文四耳壺　室町時代
- 古越前広口壺 嘉元四年八月十七日刻銘
- 古九谷牡丹獅子文銚子
- 絵唐津芦文大皿 2012年指定
- 鼠志野草花文鉢 桃山時代 2010年指定
- 黒楽茶碗（ムキ栗）長次郎作 2013年指定
- 色絵若松図茶壺 仁清
- 灰被天目茶碗（虹）（附 梅鉢文螺鈿稜花天目台） 2012年指定
- 青白磁瓜形水注 北宋時代
- 能装束 繍箔紫陽花小花文 長尾美術館旧蔵
- 能装束 摺箔扇面散文 長尾美術館旧蔵
- 能装束 繍箔籠目柳文 長尾美術館旧蔵
- 小袖 繍箔風景四季花文 長尾美術館旧蔵
- 紺黄染分綸子地竹栗鼠梅文様振袖
- 白地若松模様辻が花染胴服
- 舞楽装束類（天野社伝来）（亀甲花菱文半臂、花輪違文半臂、蝶鳥瓜文向鳥丸散表袴、花輪違文絬袴、花兎牡丹文絬袴、千鳥文切平緒残欠）
- 緋威五十二間四方白星兜　南北朝時代
- 色々威胴丸 室町時代
- 色々威腹巻 大袖付 日向飫肥藩伊東家伝来 室町時代 1995年指定
- 松藤文兵庫鎖太刀拵 鎌倉時代
- 太刀 銘安綱
- 太刀 銘正恒
- 短刀 銘吉光（博多藤四郎）
- 太刀 銘包永
- 太刀 銘備州長船住景光 元亨二年□月日
- 太刀 銘備前国長船住守家造 文永九年壬申二月廿五日
- 脇指 銘備州長船元重
- 太刀 銘包次[6]
- 太刀 銘守次・革包太刀拵
- 太刀 銘則重
- 太刀 銘豊後国行平作
- 刀　無銘　伝志津（分部志津）　附　打刀拵2口[3]
- 剣 銘江州甘呂俊長 延文五年庚子
- 刀 銘繁慶
- 刀 銘於南紀重国造之

#### 書跡・典籍
- 月燈三昧経　奈良時代
- 大般若経 巻第二百三十二（天平十一年石川年足願経）
- 根本説一切有部百一羯磨 巻第八（天平十二年五月一日光明皇后願経）
- 十誦律第六 巻第三十八（天平十二年五月一日光明皇后願経）
- 央掘魔羅経 巻第四（天平十二年五月一日光明皇后願経）
- 首楞厳経 巻第一（天平勝宝九歳善光朱印経）
- 大般若経 巻第五十六（天平十九年十一月八日唐僧善意願経）
- 倶舎論 巻第廿二残巻（神護景雲二年孝謙天皇勅願経）
- 大乗掌珍論 巻上 宝亀三年書写奥書
- 是法非法経 奈良時代
- 舎利弗阿毘曇論 巻第一 奈良時代
- 大般涅槃経集解 巻第十四、第三十二残巻 奈良時代
- 三戒経 巻下 奈良時代
- 華厳略疏刊定記 巻第八本残巻 奈良時代
- 開元釈教録 巻第十八残巻 奈良時代
- 五分律 巻第十五 奈良時代
- 発菩提心経論 巻上 奈良時代
- 紫紙金字金光明最勝王経 巻第七 奈良時代
- 順正理論述文記 巻第十八 平安時代
- 法華経 巻第二、四 平安時代
- 大毘盧遮那成仏経 巻第六 平安時代
- 孔雀経単字音義 上巻 紙背文治六年具注暦　鎌倉時代
- 法華経 巻第六残巻 六朝時代
- 菩薩瓔珞本業経 巻下残巻（大統十七年比丘恵襲願経）西魏時代
- 成実論 巻第十二残巻 西魏時代
- 律序 巻上残巻 梁普通四年奥書 梁時代
- 大和物語（彩牋墨書）1帖 藤原為家の奥書に弘長元年書写、同二年校合の記あり　鎌倉時代
- 源氏物語（平瀬本）53帖 鎌倉時代
- 源氏物語 行幸 2018年指定
- 彩箋墨書古今和歌集　巻第十三残巻　平安時代
- 後撰和歌集上巻（片仮名本）
- 金葉和歌集（二奏本）2帖 鎌倉時代　2002年指定
- 和泉式部続集残巻 1帖 鎌倉時代
- 寂蓮無題百首（附：扇面蒔絵箱）　鎌倉時代
- 伏見天皇宸翰詠草百首（広沢切）
- 近代秀歌（藤原定家筆）
- 八雲御抄 6帖（附：秋野蒔絵箱） 鎌倉時代 2003年指定
- 躬恒集 1帖 平安時代 1999年指定
- 九条殿御集 1帖 鎌倉時代 2008年指定
- 成尋阿闍梨母集[7]
- 亭子院歌合
- 住吉社歌合 大治三年九月二十八日
- 内大臣家歌合 永久三年十月廿六日
- 元久元年北野宮歌合 2011年指定
- 松尾社法楽和歌 観応二年九月十一日足利尊氏外3筆 2013年指定
- 新撰和歌髄脳 2帖（藤原俊成筆本、冷泉為相筆本）2016年指定
- 顕注密勘[8]
- 和漢朗詠集残巻（色紙） 2巻 平安時代
- 継色紙（よしのかは）平安時代
- 古筆手鑑「かりがね帖」 平安・鎌倉時代
- 続本朝往生伝 1帖 2011年指定
- 醍醐山寺院本仏記 元弘元年九月廿六日実禅書写奥書[3]
- 扶桑略記 巻第二十 鎌倉時代
- 扶桑略記 巻第二残巻（真福寺本）平安時代
- 文選集注 巻第六十三、第八十八残巻、第九十三 3巻 平安時代
- 文撰集注 巻第五十六 平安時代
- 晋書列伝 巻五十一零巻 奈良時代 2004年指定
- 曹勛迎鑾記 南宋時代
- 伝尸病肝心抄并痩病治方 1巻 鎌倉時代 2007年指定
- 福井崇蘭館本医学書154点 2020年指定[9][10]
- 清拙正澄墨蹟 秉払謝語 建武四年臘月旦[11]
- 一山一寧墨蹟 阿弥陀経語 正和五年七月十五日[11]

#### 古文書
- 太政官符 宝亀三年五月廿日大伴家持自署
- 太政官符 宝亀三年正月十三日大伴家持自署
- 写経料紙充帳
- 阿波国板野郡田上郷延喜二年戸籍残巻　紙背に成就妙法蓮華経王瑜伽観智儀軌巻第一の書写あり[3]
- 墾田立券文（延暦二十一年正月十日）
- 家地立券文（嘉祥二年十一月廿日）
- 校生勘紙帳（籤に天平十一年七月とあり）
- 銭納帳（籤に神護景雲四年とあり）
- 奉写一切経所紙納帳 自宝亀三年正月至同四年四月 2006年指定
- 後伏見天皇宸翰消息（北山逗留之間）
- 慈円消息（残欠7通）
- 平清盛請文 2018年指定
- 小早川家文書（306通）31巻
- 皆川家文書（61通） 7巻9通 2000年指定
- 古文書手鑑（楢のくち葉）（50通）[1]

#### 考古資料
- 壺形土器 青森県十和田市滝沢字川原出土 縄文時代
- 壺形土器 附 器台形土器2箇 岡山県倉敷市上東出土 弥生時代
- 壺形土器 出土地不明 弥生時代
- 流水文銅鐸 徳島県阿南市山口町末広出土
- 金錯銘直刀身 古墳時代
- 筑前国筑紫郡宝満山経塚出土品 平安時代
- 山城国花脊別所経塚群出土品
- 石製経筒 承徳三年銘
- 大和額安寺五輪塔納置品

## 国が保有した埋蔵文化財
指定年度の後の括弧内は、実際の保管先

### 国宝
- 武蔵埼玉稲荷山古墳出土品（金錯銘鉄剣など）1983年指定（埼玉県立さきたま史跡の博物館）
- 島根県荒神谷遺跡出土品 銅剣358口、銅矛16口、横帯文銅鐸1口、袈裟襷文銅鐸5口 1998年指定（島根県立古代出雲歴史博物館）
- 奈良県藤ノ木古墳出土品 2004年指定（奈良県立橿原考古学研究所附属博物館）
- 福岡県平原方形周溝墓（ひらばるほうけいしゅうこうぼ）出土品 2006年指定（伊都国歴史博物館）
- 島根県加茂岩倉遺跡出土銅鐸 39口 2008年指定（島根県立古代出雲歴史博物館）
- 群馬県綿貫観音山古墳出土品 2020年指定（群馬県立歴史博物館）[9][12]
- 太安万侶墓誌 2025年答申（奈良県立橿原考古学研究所附属博物館）

### 重要文化財
- 出雲神原神社古墳出土品（景初三年銘神獣鏡など） 1981年指定（島根県立古代出雲歴史博物館）
- 紀伊大谷古墳出土品 1982年指定（和歌山市立博物館）
- 摂津東奈良遺跡出土鎔笵関係遺物 弥生時代 1983年指定（茨木市立文化財資料館）
- 土偶頭部 盛岡市繋萪内遺跡 1984年指定（岩手県立博物館）
- 上野塚廻り古墳群出土埴輪 1985年指定（群馬県立歴史博物館）
- 子持壺形須恵器 5箇 脚付子持壺形須恵器 20箇 鳥取県倉吉市三江上野遺跡出土 1985年指定（倉吉博物館）
- 銅矛 12口 佐賀県北茂安町（現・みやき町）検見谷出土 1986年指定（佐賀県立博物館）
- 筑前吉武高木遺跡出土品 弥生時代 1987年指定（福岡市博物館）
- 土面 附:石器類一括 北海道千歳市真々地町ママチ遺跡第三一〇号土壙墓出土 縄文時代 1988年指定（北海道立埋蔵文化財センター）
- 和歌山県磯間岩陰遺跡出土品 古墳時代 1988年指定（田辺市立歴史民俗資料館）
- 土偶 岩手県紫波郡都南村（現・盛岡市）手代森出土 1989年指定（岩手県立博物館）
- 三重県縄生廃寺塔心礎納置品 1989年指定（朝日町歴史博物館）
- 袈裟襷文銅鐸 大阪府羽曳野市西浦出土 1991年指定（羽曳野市立陵南の森総合センター）
- 佐賀県吉野ヶ里遺跡墳丘墓出土品 1991年指定（佐賀県立博物館）
- 岩手県八天遺跡土壙出土品 縄文時代 1992年指定（北上市立博物館）
- 大阪府長原高廻り古墳出土埴輪 1992年指定（大阪歴史博物館）
- 兵庫県箕谷2号墳出土品（戊辰年銘鉄刀など）1992年指定（兵庫県立歴史博物館）
- 佐賀県安永田遺跡出土鎔笵 弥生時代 1992年指定（佐賀県立博物館）
- 群馬県舞台一号墳出土品 1994年指定（群馬県立歴史博物館）
- 福岡県栗田遺跡祭祀遺構出土土器 弥生時代 1994年指定（九州歴史資料館、九州国立博物館ほか）
- 北海道元江別1遺跡土壙墓出土品 続縄文時代 1995年指定（江別郷土資料館）
- 家形埴輪2箇・壺形埴輪3箇 大阪府八尾市美園町美園古墳出土 1995年指定（大阪府立近つ飛鳥博物館）
- 彩漆土器 6箇 附:残欠4箇分 山形県押出遺跡出土 縄文時代 1996年指定（山形県立うきたむ風土記の丘考古資料館）
- 佐賀県柚比本村遺跡墳墓出土品 弥生時代 1996年指定（佐賀県立博物館）
- 奈良県島の山古墳出土品 1998年指定（奈良県立橿原考古学研究所附属博物館）
- 福岡県小郡若山遺跡土坑出土品 弥生時代 1998年指定（小郡市埋蔵文化財調査センター）
- 大阪府安満宮山古墳出土品 青龍三年銘鏡など 2000年指定（高槻市教育委員会）
- 岡山県大飛島祭祀遺跡出土品 奈良 - 平安時代 2003年指定（岡山県立博物館）
- 北海道有珠モシリ遺跡出土品 続縄文時代 2004年指定（伊達市開拓記念館）
- 奈良県黒塚古墳出土品 三角縁神獣鏡など 2004年指定（奈良県立橿原考古学研究所附属博物館）
- 白磁水注 岩手県志羅山遺跡出土 平安時代 2005年指定（平泉文化遺産センター）
- 深鉢形土器 2箇 新潟県堂平遺跡出土 縄文時代 2006年指定（津南町歴史民俗資料館）
- 奈良県キトラ古墳出土品 飛鳥時代 2018年指定（キトラ古墳壁画体験館四神の館）

## その他
- 上記のほか宮城県多賀城市所在の「多賀城碑」（1998年、古文書部門の重要文化財に指定）の所有者は「国（文化庁保管）」となっている。
- 「高松塚古墳壁画」（国宝、絵画）、「元箱根磨崖仏（地蔵菩薩坐像）」（重要文化財、彫刻）、「頭塔石仏」（重要文化財、彫刻）については、所有者は国であるが、「文化庁保管」ではなく「文部科学省所管」とされている。[13]
- 日本国所有の重要文化財（美術工芸品）には本一覧に掲げたものの他に国立国会図書館、外務省外交史料館、日本学士院保管のものがある。